# Dave Pell
David „Dave“ Pell (* 26. Februar 1925 in Brooklyn, New York City; † 8. Mai 2017) war ein US-amerikanischer Jazzmusiker, Saxophonist, Bandleader, Arrangeur, Komponist und Produzent.

## Leben und Wirken
Dave Pell spielte ab Anfang der 1940er Jahre mit Bob Astor, Tony Pastor und Bobby Sherwood. Dann zog er nach Kalifornien und arbeitete dort mit Bob Crosby und einem eigenen Oktett, mit dem er in den 1950er Jahren zahlreiche Platten veröffentlichte. Pell war von 1948 bis 1955 auch Mitglied des Orchesters von Les Brown und war als Aufnahmeleiter der Plattenfirma Tops beschäftigt. In den 1960er Jahren zog er sich vorübergehend von der Jazzszene zurück und arbeitete als Produzent für die Plattenlabel Liberty Records und United Artists. Zur Erinnerung an Lester Youngs Musik initiierte er anschließend das Projekt Prez Conference, unter anderem mit Harry Sweets Edison und Joe Williams. Auf seinem Label Group 7 Music wurden nicht nur eigene Platten wiederveröffentlicht, sondern auch die anderer Musiker.

## Diskographie (Auswahl)
- The Dave Pell Octet Plays Irving Berlin (Kapp/Fresh Sound Records, 1953) mit Don Fagerquist, Ray Sims
- Lucy Ann Polk with Dave Pell Octet (Trend, 1954)
- The Dave Pell Octet Plays Again (Fresh Sound Records, 1954)
- The Dave Pell Octet: I Had the Craziest Dream (Fresh Sound Records, 1956)  mit Don Fagerquist, Bob Gordon
- The Dave Pell Octet – Jazz Goes Dancing (Prom to Prom) (RCA/Fresh Sound Records, 1956) mit Bob Bates, Don Fagerquist, Ray Sims
- The Dave Pell Octet – A Pell of Time (RCA/Fresh Sound Records, 1957) mit Pepper Adams, Marty Paich, Paul Moer, Mel Lewis
- The Dave Pell Octet – Campus Hop: Jazz Goes Dancing (RCA/Fresh Sound Records, 1957) mit Jack Sheldon, Bob Enevoldsen, Paul Moer, Mel Lewis